# Sobasina platnicki
Espèce
Sobasina platnicki est une espèce d'araignées aranéomorphes de la famille des Salticidae.

## Distribution
Cette espèce est endémique de Kalimantan en Indonésie,.

## Description
La carapace du mâle paratype mesure 1,15 mm de long et l'abdomen 1,10 mm de long sur 0,68 mm.

## Étymologie
Cette espèce est nommée en l'honneur de Norman I. Platnick.

## Publication originale
- Prószyński & Deeleman-Reinhold, 2013 : Description of some Salticidae (Araneae) from the Malay Archipelago. III. Salticidae of Borneo, with comments on adjacent territories. Arthropoda Selecta, vol. 22, no 2, p. 113-144 (texte intégral).